# San Fernando de Monte Cristi
San Fernando de Monte Cristi, auch bekannt als Monte Cristi, ist eine Stadt in der Dominikanischen Republik. Sie ist der Hauptort der Provinz Monte Cristi und hat 15.141 Einwohner (Zensus 2010) in der städtischen Siedlung. In der Gemeinde San Fernando de Monte Cristi leben 26.225 Einwohner. Sie befindet sich in der nordwestlichen Region des Landes im Küstentiefland nahe der Grenze zu Haiti.

## Geschichte
Monte Cristi wurde 1506 von Nicolás de Ovando gegründet und 1533 von Juan de Bolaños und 63 Familien von den Kanarischen Inseln besiedelt. Diese wanderten danach in verschiedene Teile des Landes ab und ließen die Stadt unbewohnt zurück. Sie wurde später wieder besiedelt und wurde Mitte bis Ende des 16. Jahrhunderts zu einem sehr wohlhabenden Hafen.
Im Jahr 1606, 100 Jahre nach der Gründung, wurde sie als Vergeltung für Geschäfte mit Piraten zerstört. Im Jahr 1756 wurde die Stadt wieder aufgebaut und wurde erneut zu einem wohlhabenden Handelszentrum.
1895 war es der Ort, an dem Máximo Gómez und José Martí das Manifest von Montecristi unterzeichneten, und zwar im Haus von Gómez. Sie segelten später vom Strand La Granja, ebenfalls in Montecristi, nach Kuba, um für dessen Unabhängigkeit zu kämpfen.

## Transport
Mit dem Aeropuerto Osvaldo Virgil verfügt die Gemeinde über einen eigenen Flughafen. Dieser wurde im Jahr 2006 für den Tourismus mit Flügen von anderen dominikanischen Flughäfen eröffnet. 

## Wirtschaft
Monte Cristi ist ein wichtiges Zentrum für den Handel mit landwirtschaftlichen Gütern wie Bananen, Reis und Kaffee.

## Persönlichkeiten
- Yoel Tapia (* 1984), Sprinter